# Jean Hauchin
Jean Hauchin, né à Grammont (Belgique) en 1527 et décédé à Malines (Belgique) le 5 janvier 1589, fut archevêque de l'archidiocèse de Malines de 1583 à 1589.

## Biographie
En 1578 Hauchin est nommé archidiacre de Bruxelles et vicaire. Il est emprisonné en 1579 pour s'être opposé aux Calvinistes. En 1583, il est consacré évêque de Malines par Maximilien Morillon, évêque de Tournai, assisté de Remi Drieux, évêque de Bruges et de François de Wallon-Capelle, évêque de Namur.